# Maria Teresa d'Asburgo-Lorena
Maria Teresa Francesca Giuseppa Giovanna Benedetta d'Asburgo-Lorena (Vienna, 21 marzo 1801 – Torino, 12 gennaio 1855) è stata una principessa austriaca.
Nata principessa di Toscana, arciduchessa d'Austria e principessa di Ungheria e Boemia, divenne regina di Sardegna come moglie del re Carlo Alberto.

## Biografia

### Infanzia

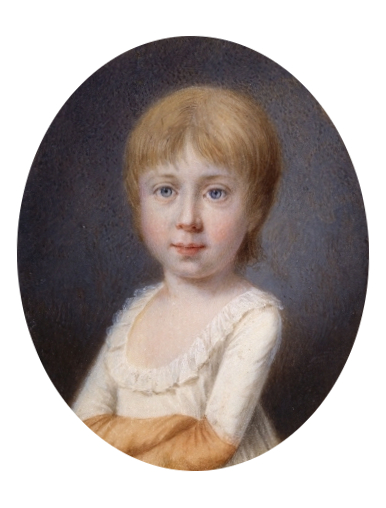
Maria Teresa in tenera età in una miniatura ottocentesca

Nacque a Vienna durante l'esilio dei suoi genitori dopo l'invasione bonapartista. Suo padre era Ferdinando III, granduca di Toscana e sua madre la principessa Luisa Maria Amalia di Borbone-Due Sicilie che morì (durante il parto del settimo figlio, nato poi morto) un anno dopo la nascita di Maria Teresa.
Prima della Restaurazione del 1814, Ferdinando III fu creato Elettore del secolarizzato arcivescovato di Salisburgo e tutta la famiglia si trasferì a Würzburg,

### Matrimonio

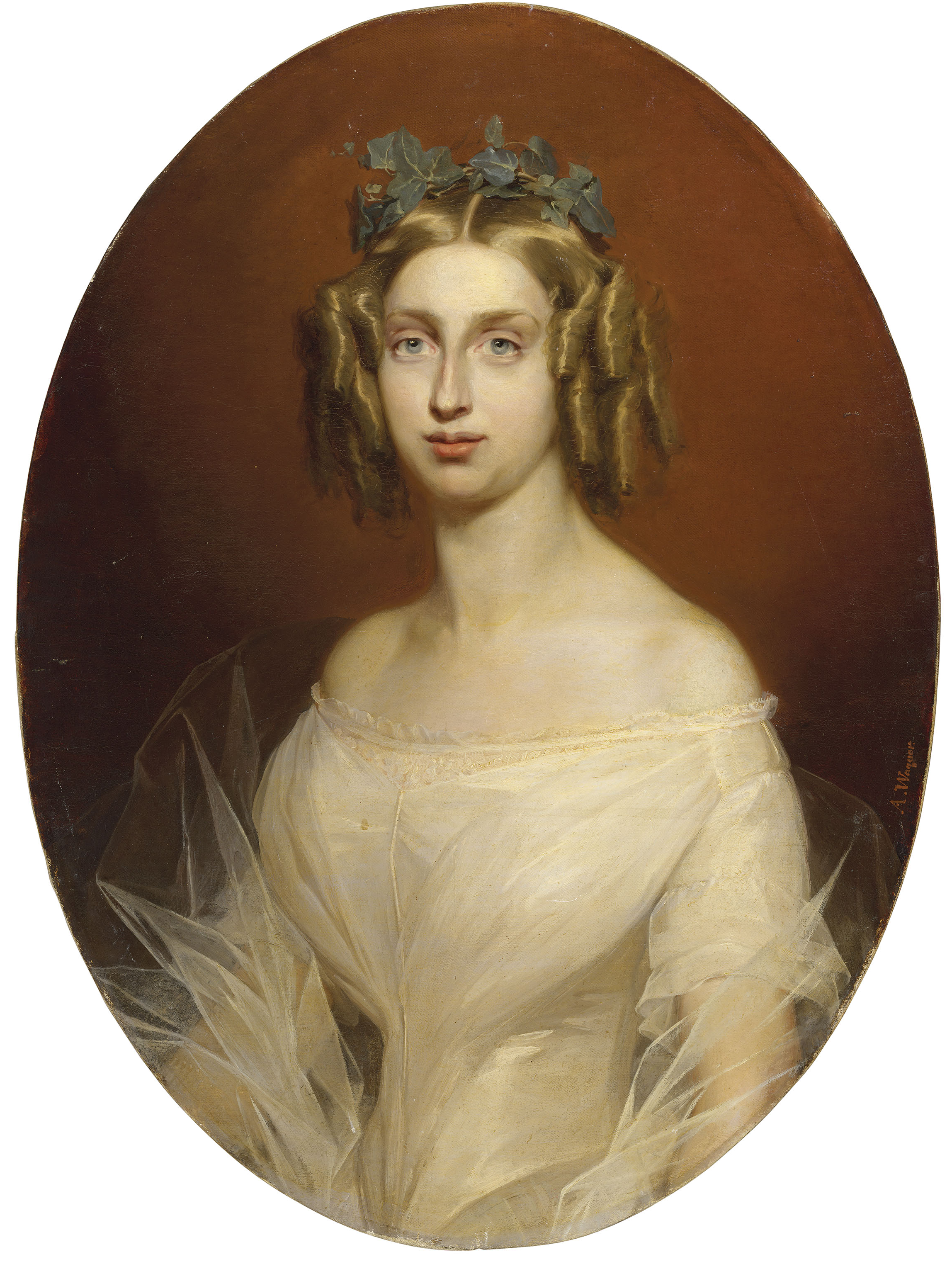
La regina Maria Teresa di Savoia ritratta da Albert Wagner

Il 30 settembre 1817 Maria Teresa sposò Carlo Alberto di Sardegna con benedizione nuziale il 2 ottobre nella Basilica di Santa Maria del Fiore.
Il 2 febbraio 1824 Maria Teresa divenne principessa ereditaria e tornò a Torino, poi a Racconigi, quando re Vittorio Emanuele I presentò al popolo Carlo Alberto come erede presuntivo della Corona.
La giovane (aveva 16 anni il giorno del matrimonio) era ancora profondamente immatura «una ragazza assai carina, con lineamenti appropriati e un sorriso senza malizia. Ma era ancora una bambina: giovane, timida, senza civetteria e quasi impaurita dal sesso. La sera, piuttosto che fare compagnia al marito, preferiva giocare a mosca cieca con le amiche che invitava a palazzo».

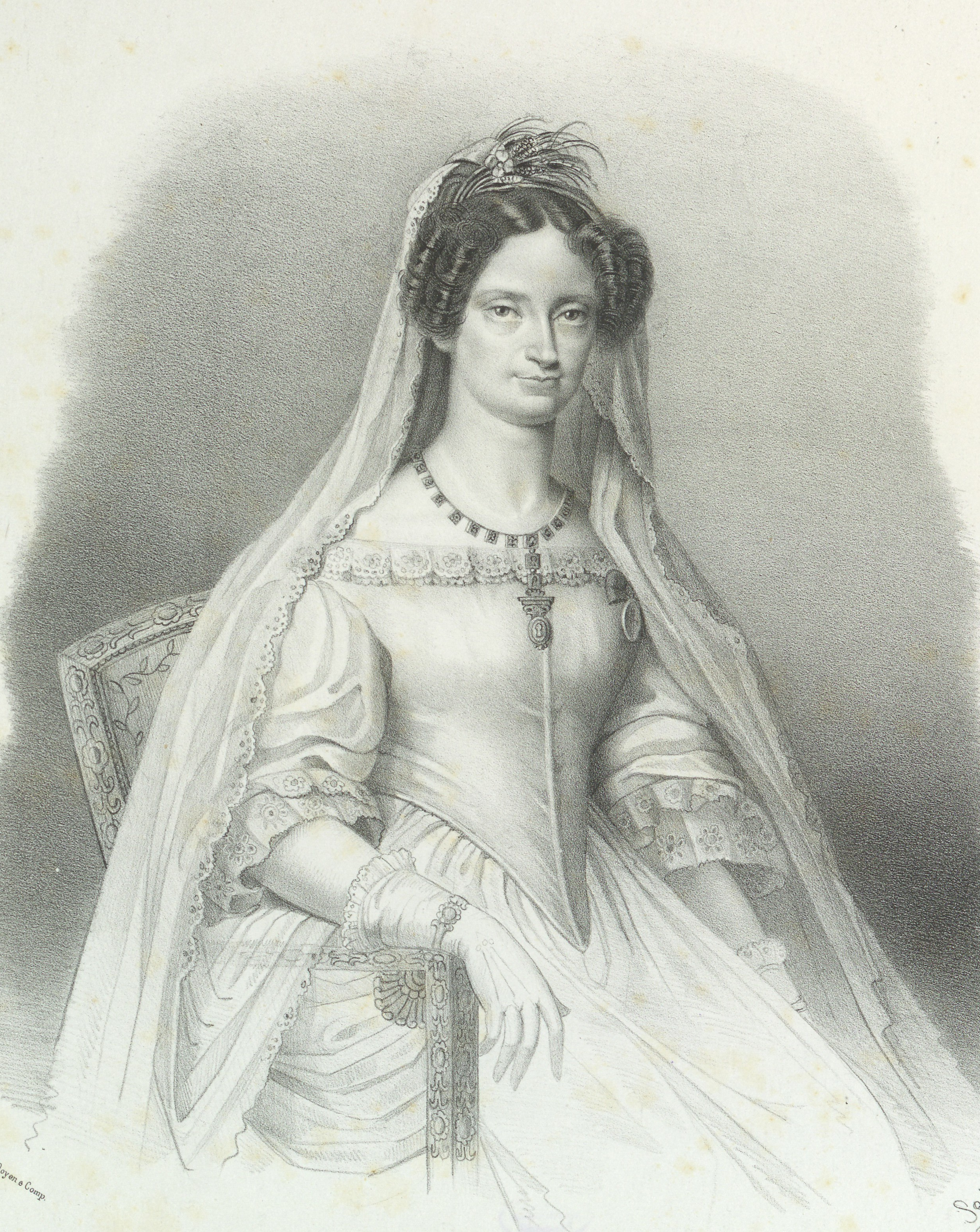
Maria Teresa in una litografia del 1843

Il 27 aprile 1831 morì re Carlo Felice e i principi di Carignano Carlo Alberto e Maria Teresa salirono al trono.

### Regina di Sardegna

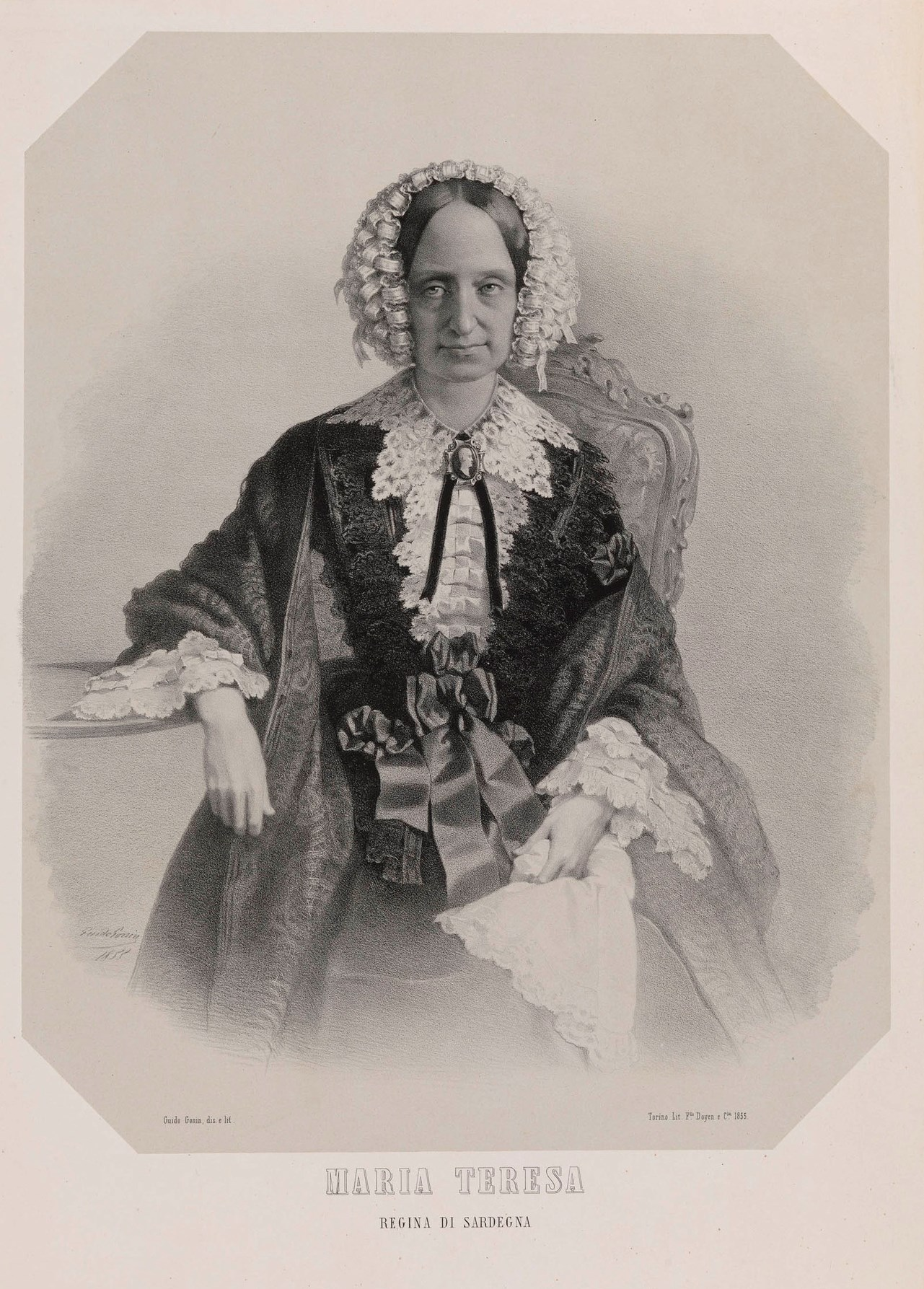
Maria Teresa di Toscana in abiti vedovili

Durante il regno del coniuge, Maria Teresa non si è fatta coinvolgere negli affari di Stato, dedicando il suo tempo esclusivamente alla famiglia e alla spiritualità. È stata descritta come una rigida cattolica, ma anche come una persona spontanea e affettuosa, nonché molto legata alle tradizioni familiari.
Cattolica convinta, fervente sostenitrice dell'unificazione italiana e completamente convertita alla nuova ideologia monarchico-conservatrice che credeva nei controlli e nei contrappesi del potere reale, ebbe una grande influenza sul figlio maggiore.

### Ultimi anni e morte
Dopo la morte in esilio, nel 1849 a Porto, del consorte, la regina madre Maria Teresa non comparve più in pubblico e, nel 1851, si ritirò in Toscana.
Morì il 12 gennaio 1855, soltanto otto giorni prima della nuora e un mese prima del secondogenito. I solenni funerali si svolsero nella Reale Basilica di Superga, dove è sepolta.
Donna profondamente religiosa e conservatrice, fece pressione più volte sul figlio Vittorio Emanuele II, allorquando, dietro spinta di Cavour, il Parlamento Sabaudo si accingeva a ridurre i privilegi ecclesiastici. Era di carattere dolce e affettuoso, con atteggiamenti spontanei e semplici, come risulta dal suo epistolario col padre, granduca di Toscana.
Vincenzo Vela scolpì a ricordo suo e della nuora Maria Adelaide d'Austria, morta pochi giorni dopo, la grande statua di marmo di Carrara che le raffigura inginocchiate in preghiera nel santuario della Consolata a Torino.

## Discendenza

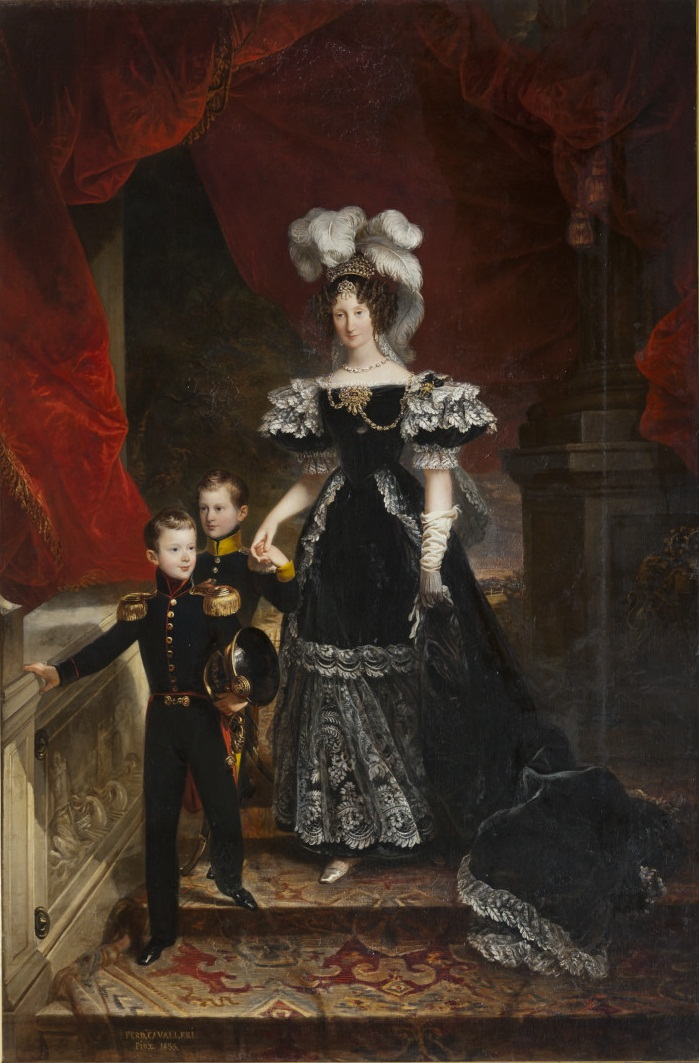
Maria Teresa di Toscana ritratta insieme ai figli Vittorio Emanuele e Ferdinando

Maria Teresa e Carlo Alberto ebbero tre figli:
- Vittorio Emanuele II (1820-1878), re di Sardegna e re d'Italia;
- Ferdinando (1822-1855), duca di Genova;
- Maria Cristina (1826–1827).

## Ascendenza
|                                           |                     |                                        | Genitori                                      |  |  | Nonni |  |  | Bisnonni                    |  |  | Trisnonni          |  |
|                                           |                     |                                        |                                               |  |  |       |  |  | Francesco Stefano di Lorena |  |  | Leopoldo di Lorena |  |
|                                           |                     |                                        |                                               |  |  |       |  |  | Francesco Stefano di Lorena |  |  | Leopoldo di Lorena |  |
|                                           |                     | Elisabetta Carlotta di Borbone-Orléans |                                               |  |  |       |  |  | Francesco Stefano di Lorena |  |  |                    |  |
| Pietro Leopoldo di Toscana                |                     |                                        |                                               |  |  |       |  |  | Francesco Stefano di Lorena |  |  |                    |  |
|                                           |                     | Maria Teresa d'Asburgo                 | Carlo VI d'Asburgo                            |  |  |       |  |  |                             |  |  |                    |  |
|                                           |                     | Maria Teresa d'Asburgo                 | Carlo VI d'Asburgo                            |  |  |       |  |  |                             |  |  |                    |  |
|                                           |                     | Maria Teresa d'Asburgo                 | Elisabetta Cristina di Brunswick-Wolfenbüttel |  |  |       |  |  |                             |  |  |                    |  |
| Ferdinando III di Toscana                 |                     | Maria Teresa d'Asburgo                 |                                               |  |  |       |  |  |                             |  |  |                    |  |
|                                           |                     | Carlo III di Spagna                    | Filippo V di Spagna                           |  |  |       |  |  |                             |  |  |                    |  |
|                                           |                     | Carlo III di Spagna                    | Filippo V di Spagna                           |  |  |       |  |  |                             |  |  |                    |  |
|                                           |                     | Carlo III di Spagna                    | Elisabetta Farnese                            |  |  |       |  |  |                             |  |  |                    |  |
| Maria Ludovica di Borbone                 |                     | Carlo III di Spagna                    |                                               |  |  |       |  |  |                             |  |  |                    |  |
|                                           |                     | Maria Amalia di Sassonia               | Augusto III di Polonia                        |  |  |       |  |  |                             |  |  |                    |  |
|                                           |                     | Maria Amalia di Sassonia               | Augusto III di Polonia                        |  |  |       |  |  |                             |  |  |                    |  |
|                                           |                     | Maria Amalia di Sassonia               | Maria Giuseppa d'Austria                      |  |  |       |  |  |                             |  |  |                    |  |
| Maria Teresa d'Asburgo-Lorena             |                     | Maria Amalia di Sassonia               |                                               |  |  |       |  |  |                             |  |  |                    |  |
|                                           | Carlo III di Spagna | Filippo V di Spagna                    |                                               |  |  |       |  |  |                             |  |  |                    |  |
|                                           | Carlo III di Spagna | Filippo V di Spagna                    |                                               |  |  |       |  |  |                             |  |  |                    |  |
|                                           | Carlo III di Spagna | Elisabetta Farnese                     |                                               |  |  |       |  |  |                             |  |  |                    |  |
| Ferdinando I delle Due Sicilie            | Carlo III di Spagna |                                        |                                               |  |  |       |  |  |                             |  |  |                    |  |
|                                           |                     | Maria Amalia di Sassonia               | Augusto III di Polonia                        |  |  |       |  |  |                             |  |  |                    |  |
|                                           |                     | Maria Amalia di Sassonia               | Augusto III di Polonia                        |  |  |       |  |  |                             |  |  |                    |  |
|                                           |                     | Maria Amalia di Sassonia               | Maria Giuseppa d'Austria                      |  |  |       |  |  |                             |  |  |                    |  |
| Luisa Maria Amalia di Borbone-Due Sicilie |                     | Maria Amalia di Sassonia               |                                               |  |  |       |  |  |                             |  |  |                    |  |
|                                           |                     | Francesco Stefano di Lorena            | Leopoldo di Lorena                            |  |  |       |  |  |                             |  |  |                    |  |
|                                           |                     | Francesco Stefano di Lorena            | Leopoldo di Lorena                            |  |  |       |  |  |                             |  |  |                    |  |
|                                           |                     | Francesco Stefano di Lorena            | Elisabetta Carlotta di Borbone-Orléans        |  |  |       |  |  |                             |  |  |                    |  |
| Maria Carolina d'Asburgo-Lorena           |                     | Francesco Stefano di Lorena            |                                               |  |  |       |  |  |                             |  |  |                    |  |
|                                           |                     | Maria Teresa d'Asburgo                 | Carlo VI d'Asburgo                            |  |  |       |  |  |                             |  |  |                    |  |
|                                           |                     | Maria Teresa d'Asburgo                 | Carlo VI d'Asburgo                            |  |  |       |  |  |                             |  |  |                    |  |
|                                           |                     | Maria Teresa d'Asburgo                 | Elisabetta Cristina di Brunswick-Wolfenbüttel |  |  |       |  |  |                             |  |  |                    |  |
|                                           |                     | Maria Teresa d'Asburgo                 |                                               |  |  |       |  |  |                             |  |  |                    |  |